# Мануель Кларес
Мануель Кларес (ісп. Manuel Clarés, нар. 23 лютого 1948, Мадрид) — іспанський футболіст, що грав на позиції нападника, зокрема за «Барселону» та національну збірну Іспанії.

## Клубна кар'єра
У дорослому футболі дебютував 1971 року виступами за команду «Гандія», в якій провів один сезон.
Протягом 1972—1974 років захищав кольори клубу «Кастельйон».
Своєю грою за останню команду привернув увагу представників «Барселони», до складу якої приєднався 1974 року. Відіграв за каталонський клуб наступні чотири сезони своєї ігрової кар'єри. Більшість часу, проведеного у складі «Барселони», був основним гравцем атакувальної ланки команди та одним із її головних бомбардирів команди, маючи середню результативність на рівні 0,4 гола за гру першості. 1978 року виборов титул володаря Кубка Іспанії.
Завершував ігрову кар'єру в «Райо Вальєкано», за який виступав протягом 1978—1980 років.

## Виступи за збірну
1973 року провів свою єдину гру у складі національної збірної Іспанії.

## Титули і досягнення
- Володар Кубка Іспанії (1):

«Барселона»: 1977/78